# Dokha

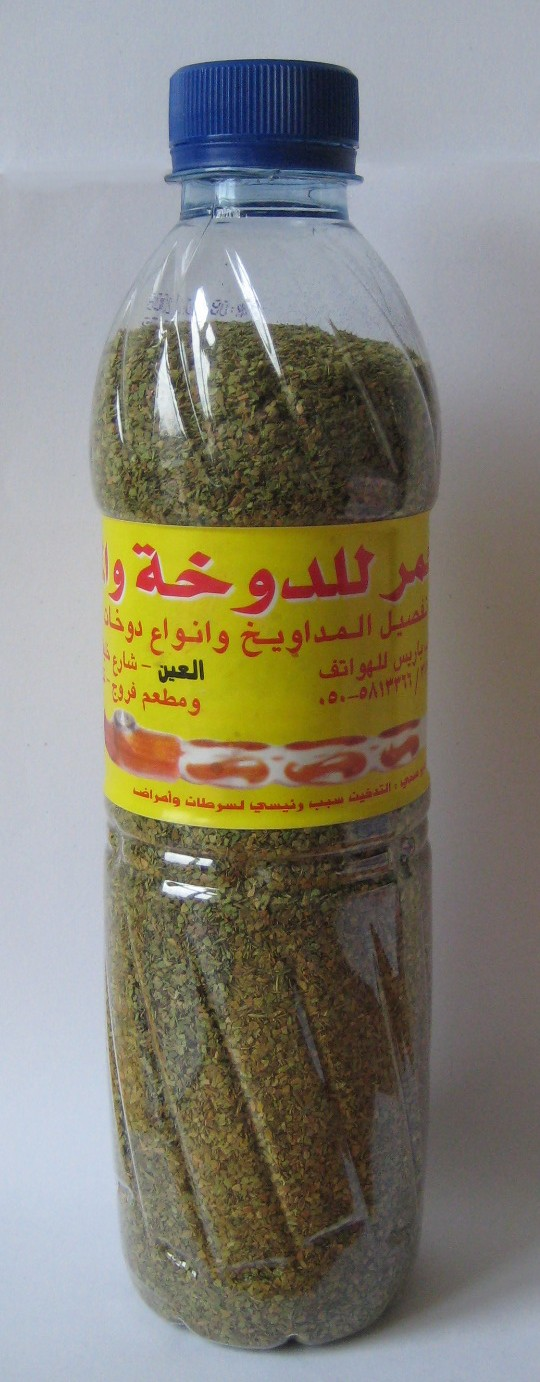
Una bottiglia di frammenti di Dokha venduta da un venditore locale negli Emirati Arabi Uniti.

Dokha (in arabo: دوخة, "vertigine") è un tabacco arabo, consistente in una mistura di tabacco con l'aggiunta di cortecce e erbe particolari. Il prodotto è particolarmente popolare negli Emirati Arabi Uniti, in Oman, nel Qatar, in Arabia Saudita, nel Bahrein, in Giordania ed in altri paesi del Medioriente. Ha un contenuto molto alto di nicotina e pertanto se ne fuma in quantità minime. A differenza del tabacco hookah, o la shisha, il dokha non viene mischiato con la melassa.
A differenza di altre tipologie di tabacco, il dokha viene seccato all'aria aperta nelle regioni desertiche da cui proviene per preservarne la durezza, la freschezza ed il sapore. Per le poche lavorazioni che subisce, si può ritenere che il dokha sia perlopiù inalterato e questo gli permette di mantenere la sua colorazione verde tipica della pianta naturale. Il tabacco viene mischiato con cura ad altre erbe e spezie per creare un gusto più complesso.
Dokha è fumato solitamente con una pipa di legno allungata chiamata midwakh (o medwakh). La midwakh tradizionale non contiene filtro anche se varianti più moderne hanno un filtro applicabile in grado di ridurre il passaggio di materiale particolato in gola.

## Storia
Il tabacco Dokha ed i suoi derivati sono coltivati ancora oggi in Medioriente da dove esso proviene da almeno 500 anni. Tradizionalmente veniva preparando mischiando insieme tabacco, erbe, spezie, fiori e frutta secca del luogo. A seconda delle tradizioni locali, erano utilizzate anche piante locali.
Il moderno dokha mantiene molte delle caratteristiche delle sue forme originarie, tra cui l'importantissima caratteristica di essere utilizzato senza l'uso di diserbanti, pesticidi, erbicidi o altri additivi che solitamente vengono utilizzati nella produzione di tabacco su vasta scala a livello industriale. In molti paesi il dokha viene venduto con differenti durezze di sapore ("caldo", "tiepido" e "freddo").

## Effetti particolari
È risaputo che il Dokha produca in chi lo assume un "ronzio" che, secondo venditori e consumatori, permane da un minimo di 30 secondi ad un massimo di 2 minuti,; tale effetto è dovuto alla reazione del cervello alle alte dosi di nicotina che vengono rapidamente assorbite.
Alcuni studi sugli effetti dell'uso del dokha hanno evidenziato come esso possa portare a:
- Incremento della pressione sistolica
- Diminuzione della pressione diastolica
- Aumento dei battiti cardiaci e della respirazione

## Effetti cronici
Secondo consumatori e venditori, il dokha avrebbe degli effetti cronici di molto minori se comparato ad altre tipologie di tabacco (tra cui le sigarette o lo stesso hookah) che lo renderebbero un prodotto "più sicuro" da utilizzare. I medici ad ogni modo reputano tali considerazioni un vero e proprio mito, anche se necessiterebbero ulteriori ricerche per comprovare gli effetti del dokha comparati a quelli di altri tabacchi,
Dal momento che il dokha è comunque un tabacco puro, i suoi effetti cronici dal suo uso prolungato sono del tutto simili a quelli di altri prodotti del tabacco:
- Infezioni polmonari croniche
- Tosse cronica
- Incremento del rischio di cancro, in particolare alla bocca, alla gola ed alla trachea
- Lesioni orali[8]